# 頭社 (臺南市)
頭社，是臺灣臺南市大內區的一個傳統地域名稱，位於該區中北部。相較於今日行政區，其範圍大致為頭社里不含東北部凸出部分的西半部。
頭社地理位置為曾文溪流域中游大內段丘群的頭社段丘之上，介於海拔50公尺到130公尺之間，是臺南平原進入玉井盆地的交通隘口。本地區境內主要聚落為頭社、三崁、竹湖子、交力林，其中頭社聚落設有大內國小頭社分校。
在頭社聚落北方約二、三百公尺，有平埔族西拉雅族的公廨頭社公廨，以每年十月十四日起的西拉雅族夜祭聞名。

## 歷史
1875年2月，俄羅斯帝國海軍軍人保羅·伊比斯（П.И. Ибиса）曾到過頭社，他形容此處是「完全隱藏於竹林和檳榔園間的大村莊」，伊比斯並見到類似寺廟的場所。一處位於村裡，牆上掛有鹿角，兩側置有兩支鐵茅和幾副鹿骨頭，上面掛滿彩色的石頭。據說這些法物已有三百多年的歷史。法物前端則有供品：裝水的小罐、盛三燒的小玻璃杯子和一束束檳榔。另一處則位於村莊後方，在四面敞開的棚屋中央，頭骨就綁在柱子上。每一個平埔人每月要向這些頭骨獻祭兩次。:106
台灣日治初期，頭社地區為一街庄，稱為「頭社庄」（舊制街庄），隸屬於善化里西堡。該庄昔日北與社仔庄、雙溪仔庄為鄰，東邊北段與鳴頭庄為鄰，東邊南段及南邊東段隔曾文溪與二重溪庄為界，南邊西段及西邊為內庄。
1901年（日治明治三十四年）11月11日，全台廢縣廳改設二十廳，該庄隸屬於鹽水港廳。1904年（明治三十七年）4月1日，該庄編入「石仔瀨區」，隸屬於鹽水港廳。1906年（明治三十九年）4月1日，鹽水港廳內管轄區域調整，該庄改隸屬於「內庄區」。1909年（明治四十二年）10月25日，全台合併二十廳為十二廳，內庄區改隸屬於臺南廳。1913年（大正二年）11月4日，善化里東堡、善化里西堡、新化東里轄區調整，該庄改隸屬於善化里東堡。1920年（大正九年）10月1日，全台地方制度大改正，廢十二廳改設五州二廳，該庄改制為「頭社」大字，隸屬於臺南州曾文郡大內庄（新制街庄）。
戰後大內庄改制為大內鄉，隸屬於臺南縣，大字亦改制為村。1950年（民國39年）10月25日，雲、嘉、南分治，大內鄉仍隸屬於臺南縣。2010年（民國99年）12月25日，臺南縣、市合併為直轄臺南市，大內鄉改制為大內區，村亦改制為里。

## 聚落
本地區發展較早的聚落為頭社（今名三崁）、番仔溝（今名頭社）、紅花園（今名竹湖子）、交力林，在日治期初期的官方地圖上已有記載。

## 交通
省道台84線又稱「東西向快速公路－北門玉井線」，經過本地區西部邊界地帶及中南部，並在境內區道南182線交會處設有頭社交流道。由此可快速前往台84線沿線各地，或銜接國道3號、國道1號。
區道南119線是中協至頭社的道路，其南側端點位於本地區頭社聚落的區道南182線路口。由此向西北會經過竹湖子、交力林兩聚落。
區道南182線是後窟至內宵里的道路，經過本地區頭社聚落。

## 學校
- 大內國小頭社分校

## 公務機關
- 臺南市政府警察局善化分局頭社派出所

## 運動休閒
- 南寶高爾夫球場